# Blue Fantasy - Love & Chill Out
「BLUE FANTASY ～LOVE & CHILL OUT～」（ブルー・ファンタジー ～ラブ・アンド・チル・アウト～）は、2001年10月24日に発売された小室哲哉の9枚目のシングル。発売元はフォアレコード。

## 内容
小室のソロ名義のオリジナルシングルとしては、「Magic」以来9年ぶりになる。
楽曲はタイトル曲1曲のみだが、その長さは12分20秒に及ぶ。
2002年4月24日に、DJ KRUSHによるリミックス盤「BLUE FANTASY REMIX」が発売された。また同年6月21日には、Dream Dolphinによるリミックス盤「BLUE FANTASY with Trance / After Hours Remixes」が発売された。

## 収録曲
| 全作曲: 小室哲哉、全編曲: 小室哲哉・中堅工房。 |                                       |       |            |       |
| #                                              | タイトル                              | 作詞  | 作曲・編曲 | 時間  |
| 1.                                             | 「BLUE FANTASY ～LOVE & CHILL OUT～」 |       | 小室哲哉   | 12:20 |
| 合計時間:                                      | 合計時間:                             | 12:20 |            |       |

## クレジット

### レコーディング・メンバー
- Guitars : 松尾和博
- Synthesizer player : 小室哲哉
- Synthesizer programming : 松本零士, 工藤宣仁

### スタッフ
- Produced & Performed : 小室哲哉
- Recorded : 佐竹央行
- Mixed : 松本零士
- Mastered : 鈴木浩二
- Cover photo : 中村庸夫
- Graphic design & Additional photo : タキ・オノ